# لئانی‌وار
لِئانی‌وار (به مجاری:  Leányvár) یک شهرداری در مجارستان است که در ناحیه استرگوم واقع شده‌است. لِئانی‌وار ۷٫۲۵ کیلومتر مربع مساحت و ۱٬۷۱۴ نفر جمعیت دارد.